# 奥德蕾·戈尼亚
奥德蕾·戈尼亚（法語：Audrey Gogniat，2002年10月30日—），瑞士女子射击运动员，2023年欧洲运动会女子10米气步枪团体金牌得主、2024年夏季奥林匹克运动会女子10米气步枪铜牌得主。